# Застава Гибралтара
Застава Гибралтара је приказ грба Гибралтара кога је Гибралтару одобрила краљица Изабела од Кастиље 10. јула 1502. године.
Застава је уникатна по томе што једина од свих застава британских колонија није заснована на застави Уједињеног Краљевства. Застава је због свог историјског порекла популарна међу становницима Гибралтара, посебно онима који се противе британској власти. Застава гувернера Гибралтара се састоји из тамноплаве основе у чијем кантону је застава Уједињеног Краљевства а у пољу грб Гибралтара.